# Черьомуський
Черьомуський (рос. Черёмушский) — селище в Котлаському районі Архангельської області Російської Федерації.
Населення становить 1050 осіб. Входить до складу муніципального утворення Котласький муніципальний округ.

## Історія
До 2022 року входило до складу муніципального утворення Черемуське поселення.

## Населення
| 1959 | 1970  | 1979  | 1989  | 2002  | 2010  | 2012  |
| ---- | ----- | ----- | ----- | ----- | ----- | ----- |
| 4895 | ↘3693 | ↘2404 | ↘1667 | ↘1136 | ↘1053 | ↘1050 |